# Kawai Kanjirō
Kawai Kanjirō (河井 寬次郎, Yasugi, 24 de agosto de 1890 – Higashiyama-ku,18 de noviembre de 1966 ) fue un ceramista japonés cofundador del movimiento mingei (arte popular japonés) junto con Yanagi Soetsu y Shōji Hamada.

## Trayectoria
Su familia se dedicaba a la construcción de santuarios sintoístas, eran maestros carpinteros. Interesado desde niño por la cerámica, con frecuencia asistía al taller de un alfarero local donde quedó impresionado por la inmediatez del proceso que tanto contrastaba con la profesión familiar. A los 16 años supo que quería convertirse en alfarero. En 1910 fue admitido en la Escuela Politécnica Superior de Tokio, donde se graduó en 1914. Fue alumno de Itaya Hazan. En esta escuela conoció a Shōji Hamada, más joven que él, que ingresó un año después. Eran los únicos estudiantes de cerámica de su aula y además tenían aspiraciones artísticas que iban más allá de la teoría cerámica, la química, el cálculo y otras técnicas de laboratorio que se impartían.

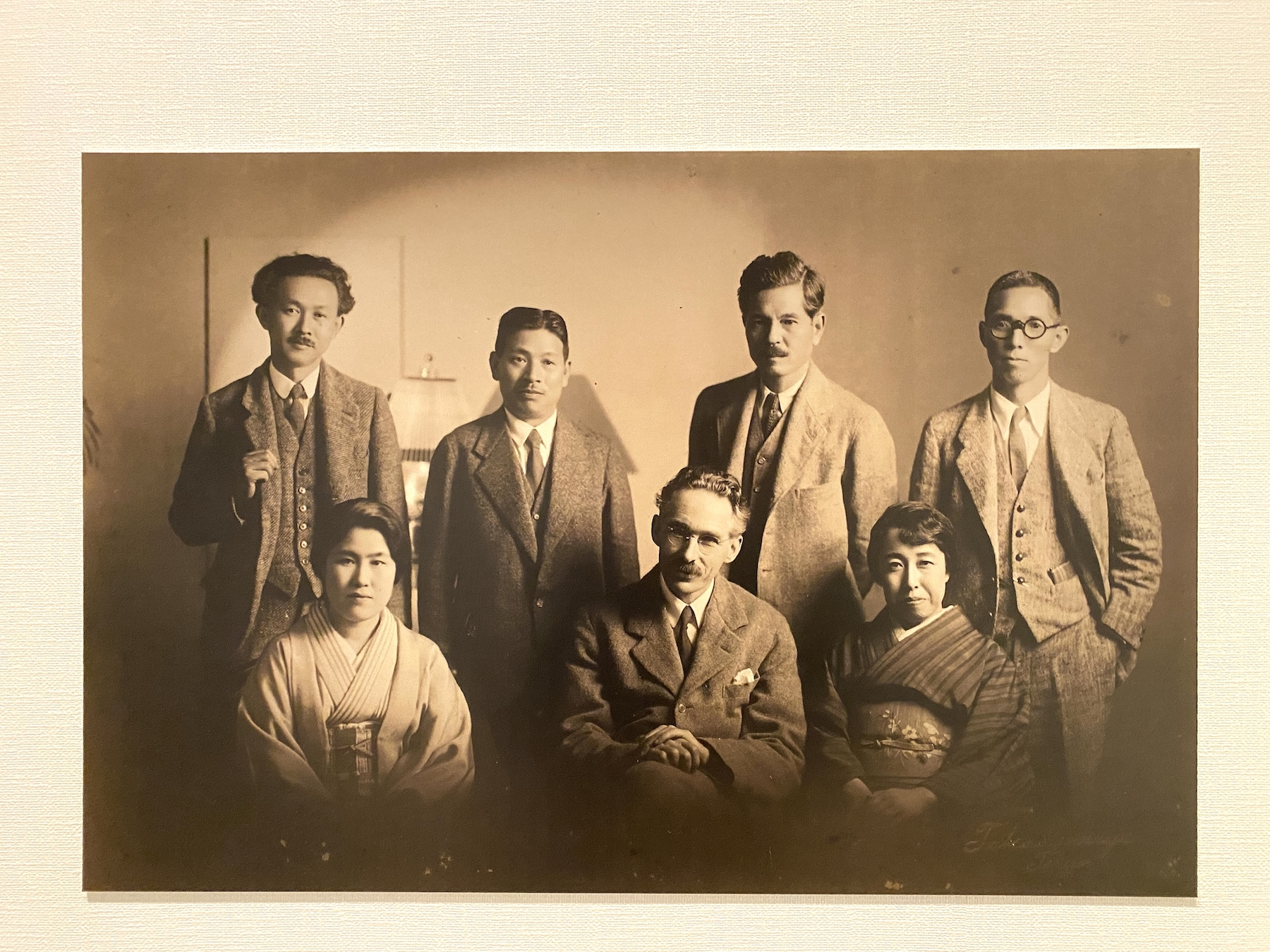
«En Tokio». Primera fila, desde la izquierda: Yasuko Kawai (Tsune), Bernard Leach y Kaneko Yanagi; fila de atrás, desde la izquierda: Muneyoshi Yanagi y, de pie a un lado, Kenkichi Tomimoto y Kanjirō Kawai.

Shoji Hamada, a quien conoció en Tokio, acompañó a Kawai a Kioto, donde se dice que ambos realizaron más de 10.000 experimentos de vidriados. Junto con Hamada, trabajó brevemente en el Instituto de Investigación de Cerámica de Kioto como ingeniero. Desilusionado por lo que consideraba un enfoque innecesariamente excesivo en el estudio de la teoría en ambas escuelas, en 1920 construyó su propio horno escalonado en Kioto (un horno "noborigama"), el Shokeiyo, con ocho cámaras, y puso en marcha el taller Kawai, pronto empezó a realizar exposiciones. En 1920 se encargó del horno Rokubei V, al que cambió de nombre a Shōkeiyō, a partir de entonces fue su hogar y taller. Tras un tifón en 1937, reconstruyó su casa diseñada por el mismo. En 1973 la casa, abierta al público, se convirtió en museo. Desde 1931 colaboró en la revista Kōgei del movimiento mingei. Durante los años 1944 y 1945 no pudo dedicarse apenas a la cerámica enfocando su actividad a la escritura. Tras la Segunda Guerra Mundial recuperó la producción cerámica artesanal usando técnicas como doro hakeme, un manera de simular pinceladas sobre el barro.
Kawai se formó en el uso de esmaltes químicos y obtuvo un amplio reconocimiento por su uso cuando aún tenía poco más de veinte años. Pero al final no quedó satisfecho con estos primeros trabajos y, en gran parte gracias a un encuentro casual con Yanagi Soetsu y Hamada Shoji, se volcó en los esmaltes naturales, en la naturaleza o "en la ciencia que precede a toda ciencia - y el retorno a la naturaleza fue mi salvación". Considerado un maestro de la cerámica vidriada, especialmente de cobre rojo cálido (shinsha o yuriko, uno de sus colores característicos), hierro marrón intenso (tetsu-yu), cromo y cobalto (gosu), también destacó en otras técnicas como el neriage y su trabajo con engobes.
Fue también artista, calígrafo, escultor, escritor y filósofo. Como hombre que respetaba la dignidad de la sencillez y coleccionaba las obras de artesanos pobres de toda Asia, admiraba la "pobreza ordenada" y tenía un profundo amor por los hombres modestos de la tierra e hizo de su sencillez una parte de sí mismo. Sus cerámicas presentan muchas formas asimétricas y muestran técnicas expresionistas como tsutsugaki (decoración con engobe), ronuki (cera protectora) o hakeme (engobe blanco).

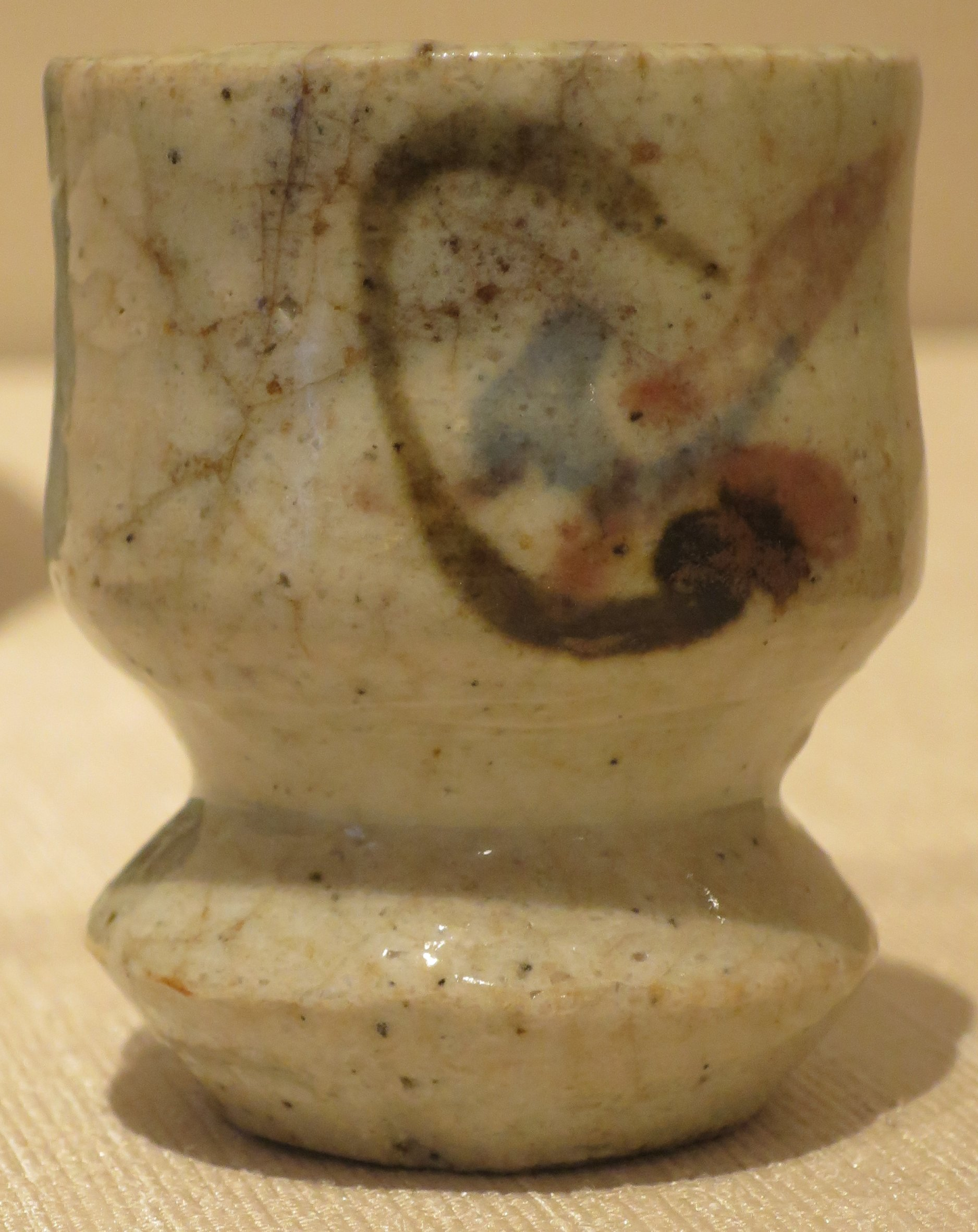
Taza de sake con esmalte turquesa y blanco de Kawai Kanjirō, c. 1956, gres esmaltado, Museo de Arte de Honolulú.

Kanjirō rechazó todos los honores oficiales, incluida la designación de Tesoro Nacional Viviente. Al igual que su amigo de toda la vida, Hamada, Kawai nunca firmó sus obras, pero afirmó: «Mi obra en sí misma es mi mejor firma». Sus piezas se exhiben en el Museo de Arte Popular de Tokio y, cada año, los grandes almacenes Takashimaya exponían su obra en sus tiendas de Tokio y Osaka. En noviembre de 1953, Kawai-san realizó una de sus mayores exposiciones en el Korin Kaku de Tokio y se mostraron más de 500 de sus piezas.

## Legado

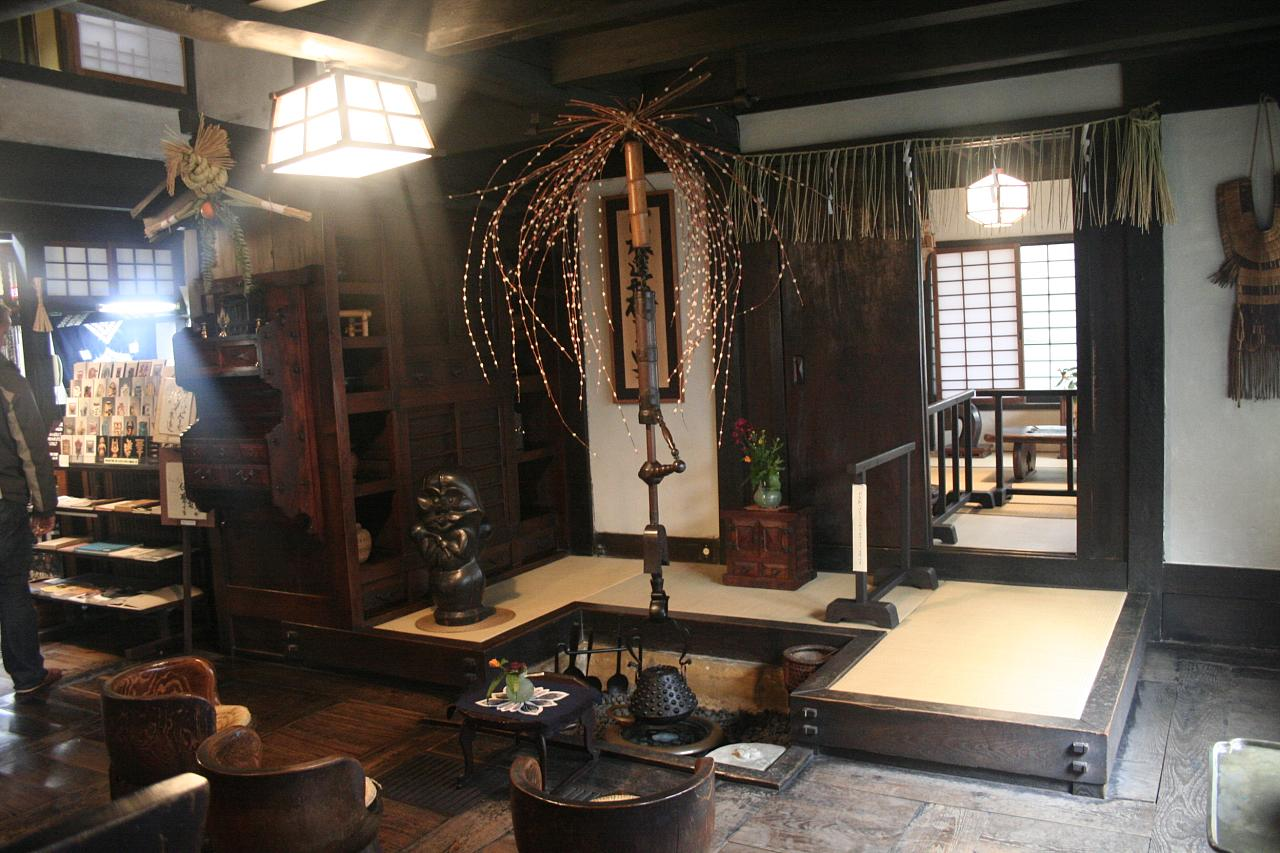
Interior restaurado de la casa de Kanjirō, enero de 2008

Su casa (restaurada en 1973) en Gojōzaka, Kioto, es ahora un museo dirigido por sus familiares. Además de una exposición de sus cerámicas, la colección incluye algunas de sus esculturas y tallas de madera. Su casa incorpora estilos de vida tanto japoneses como occidentales, por lo que se pueden ver tanto tansu como tatami y también algunos muebles occidentales. Su estudio y su horno noborigama están en la parte trasera del museo. El horno cuenta con ocho cámaras que ascienden por una suave pendiente. Podía alcanzar hasta 1350º Celsius.

## Reconocimientos
En 1957 ganó el primer premio en la Exposición Internacional de Artesanía Trienal de Milán. En 1961 se inauguró un espacio de exposición permanente, la Galería de Cerámica, en el Museo de Arte Ohara, con obras de cuatro maestros ceramistas (Tomimoto, Leach, Kawai y Hamada).